# Вертелецький Анатолій Анатолійович
Анатолій Анатолійович Вертелецький (нар. 16 серпня 1975, Уварове, Ленінський район, Кримська область, УРСР) — український футболіст, що виступав на позиції півзахисника, та кримський футбольний тренер.

## Життєпис
Футболом розпочав займатися в Криму з 10 років. Перший тренер — Володимир Олександрович Григор'єв.
Виступав у севастопольській «Чайці», сакському «Динамо» та алчевській «Сталі». В Алчевську провів 242 поєдинки та відзначився 15 голами, серед яких у вищій лізі — 25 (1), у першій лізі — 203 (13), у Кубку України — 14 (1). У вищому дивізіоні дебютував 12 липня 2000 роу в матчі проти київського ЦСКА (1:2). Наприкінці 2004 року у футболіста закінчився термін чергового контракту зі «Сталлю», і керівництво клубу вирішило не укладати нову угоду. Вертелецький поїхав у Казахстан, де разом з вісьмома українцями грав за «Екібастузець». Партнерами Анатолія в казахській команді були Едуард Столбовий, Андрій Оксимець, Андрій Зав'ялов, Олег Сьомка, Сергій Яковенко та інші.
Завершував професійну кар'єру в першолігових «Десні» та «Миколаєві».
Потім грав на аматорському рівні. З 2011 по 2012 рік захищав кольори сєвєродонецького «Хімобладнання».
Після окупації Кримського півострова російськими військами отримав російське громадянство[джерело?]. З 2014 по 2016 рік грав за фейковий «Гвардієць». З серпня 2014 року працював дитячим тренером в академії сімферопольського «Скіфа». З липня 2018 року — старший адміністратор фейкового клубу «Гвардієць».